# Wardan Mamikonjan

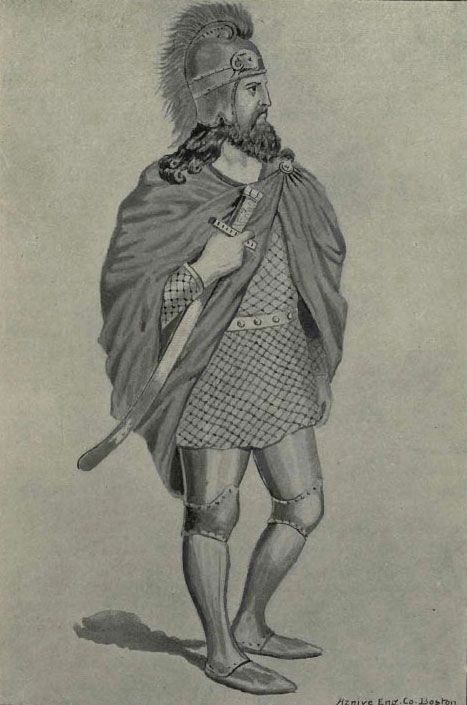
Wardan Mamikonjan

Wardan I. Mamikonjan (armenisch Վարդան Մամիկոնյան Vardan Mamikonjan, in traditioneller Schreibweise Վարդան Մամիկոնեան; * 387; † 451) war ein armenischer Heerführer, ein Märtyrer und Heiliger der Armenischen Apostolischen Kirche. Er wurde berühmt für seinen Einsatz als Heerführer der armenischen Armee bei der Schlacht von Avarayr 451, in welcher letztlich die Entscheidung fiel, dass die Armenier das Christentum leben durften.
Als Mitglied der Hochadels-Familie Mamikonjan gilt er als einer der größten militärischen und geistlichen Anführer (Nacharar) von Armenien und wird als Nationalheld verehrt. Arschak Tschobanjan schreibt: „Für die Armenische Nation ist Wardan (Vartan) die liebste Figur, die heiligste ihrer Geschichte, der symbolische Held, der den nationalen Geist typisch darstellt.“ Bedeutende armenische Kirchen sind nach dem Heiligen Vardan benannt. Reiterstandbilder von St. Vardan stehen in der armenischen Hauptstadt Jerewan und in der zweitgrößten Stadt des Landes, Gjumri.

## Leben

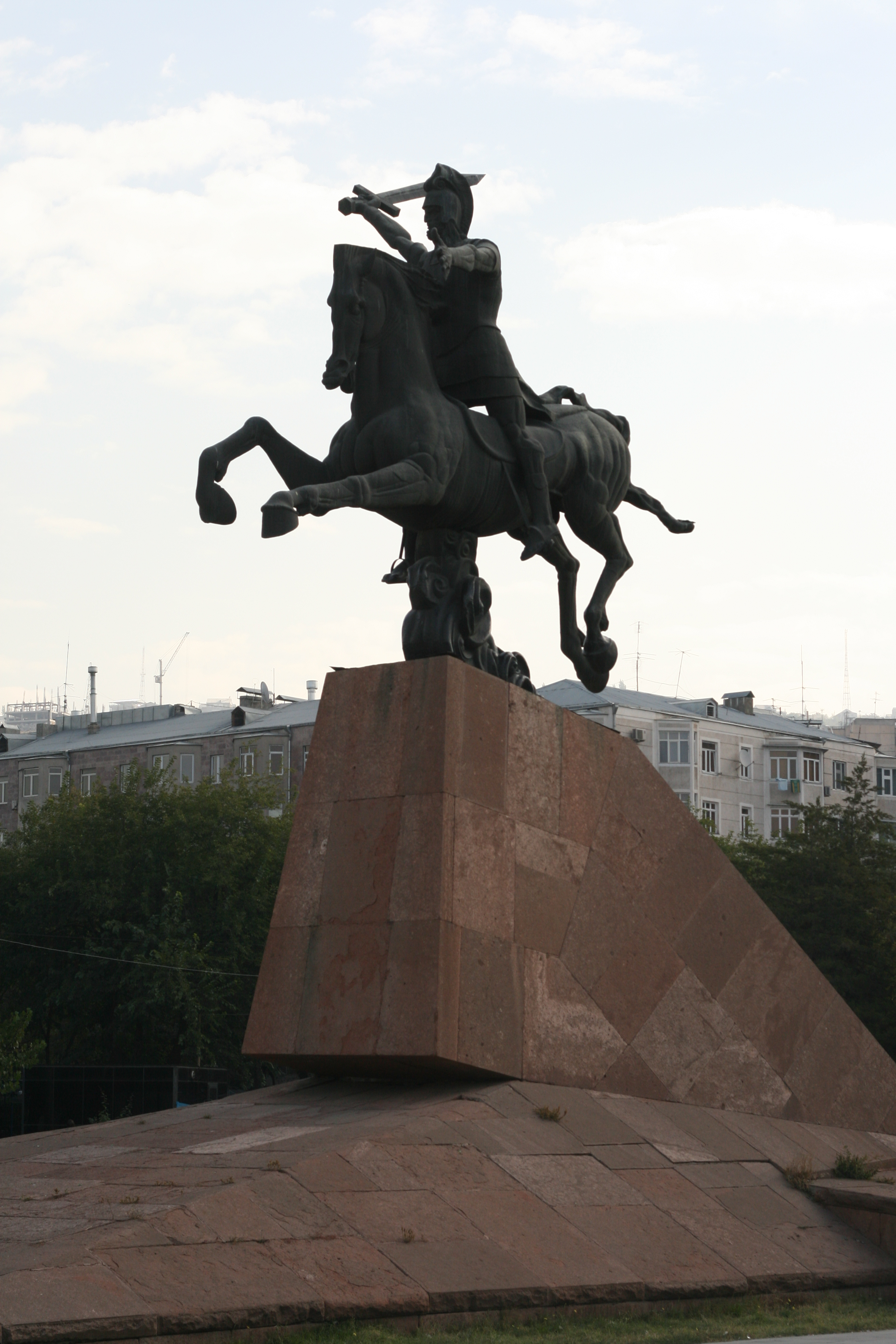
Statue von Wardan Mamikonjan in Jerewan

Wardan Mamikonjan wurde 387 im Ort Aštišat in der Region Taron geboren, nördlich der Stadt Moosh (Մուշ). Seine Eltern waren Hamasasp Mamikonjan I. (Համազասպ Մամիկոնյան) und Sahakanusch (Սահականուշ), die Tochter Isaak des Großen.
Nachdem Wardan 432 zum Sparapet (Oberkommandant der Armee) ernannt worden war, beorderten die Perser ihn nach Ktesiphon, wo er zwangsweise zum Zoroastrismus übertreten musste. Doch bei seiner Rückkehr 450 entsagte Wardan der persischen Religion und entfachte eine armenische Rebellion gegen die sassanidischen Besetzer.
Wardan starb in der Schlacht von Avarayr am 26. Mai 451, wo er auf einem Beobachtungspunkt eingeschlossen worden war. Auch wenn die Perser in der Schlacht siegreich waren, bereitete die Schlacht doch den Boden für eine Übereinkunft zwischen Persern und Armeniern, welche den christlichen Armeniern religiöse Freiheit sicherte.
Nach seinem Tod ging der Aufstand unter der Führung von Wardans Neffen Wahan Mamikonjan weiter und Armenien erlangte durch den Vertrag von Nwarsak (484, Նվարսակի պայմանագիր Nwarsaki pajmanagir) eine Autonomie, die das Überleben des armenischen Staates auch in späteren Jahrhunderten sicherte.

### Familie
Wardan Mamikonjan ist der Vater von Wardeni Mamikonjan (auch unter dem Namen Schuschanik bekannt; Շուշանիկ, შუშანიკი, * ~409). Sie heiratete den prominenten Feudalherrscher der Mihraniden und Markgraf (Բդեշխ, Bidakhsh)  Varsken (Վազգեն բդեշխ), der propersisch war und der seinen christlichen Glauben widerrufend den Zoroastrismus annahm. Varsken versuchte seine Frau mit Gewalt zum Religionsübertritt zu bewegen. Aber sie wehrte sich gegen seinen Befehl und wurde auf seine Veranlassung hin 475 ermordet. Schushanik wurde wie ihr Vater durch die Georgische Orthodoxe Kirche zur Heiligen erklärt (kanonisiert) und wird auch in der Armenischen Apostolischen Kirche verehrt. Ihr Festtag wird am 17. Oktober begangen.

## Verehrung
Nach seinem Tod wurde Wardan Mamikonjan als Heiliger der Armenischen Apostolischen Kirche kanonisiert. Er wird auch von der Armenisch-katholischen Kirche als Heiliger verehrt und hält ein hohes Ansehen in der Armenisch-Evangelischen Kirche.
Sein Gedenktag in der Armenischen Apostolischen Kirche ist gewöhnlich im Februar und selten in der ersten Woche des März. Es handelt sich um einen wandernden Festtag, der Donnerstags gefeiert wird. Es gibt zahlreiche wichtige armenische Kirchen, die nach St. Vardan benannt sind, unter anderem St. Vartan Cathedral (Սուրբ Վարդան Մայր Տաճար) in New York City. Dort befindet sich auch der St. Vartan City Park.
Vardan oder Vartan, Wardan (vom Mittelpersischen Wardā), sind häufig vergebene Vornamen bei armenischen Männern, eine weibliche Version ist Vardanoush oder Vartanoush, Vardanyan, Vardanian und Vartanian sind häufige armenische Familiennamen.